# The Movie Songbook
The Movie Songbook é o segundo álbum de estúdio da cantora escocesa Sharleen Spiteri, vocalista dos Texas, editado em 2010. O álbum é uma regravação das músicas de filmes favoritas da cantora. O álbum teve apenas um single extraído, "Xanadu".

## Alinhamento
| N.º | Título                                                          | Artista original                              | Duração |  |
| 1.  | "Xanadu" (do filme Xanadu)                                      | Electric Light Orchestra e Olivia Newton-John |         |  |
| 2.  | "If I Can't Have You" (do filme Saturday Night Fever)           | Yvonne Elliman / The Bee Gees                 |         |  |
| 3.  | "God Bless the Child" (do filme Schindler's List)               | Billie Holiday                                |         |  |
| 4.  | "Between the Bars" (do filme Good Will Hunting)                 | Elliott Smith                                 |         |  |
| 5.  | "The Sound of Silence" (do filme The Graduate)                  | Simon & Garfunkel                             |         |  |
| 6.  | "What's New Pussycat?" (do filme What's New Pussycat?)          | Tom Jones                                     |         |  |
| 7.  | "The Windmills of Your Mind" (do filme The Thomas Crown Affair) | Noel Harrison                                 |         |  |
| 8.  | "Take Me with You" (do filme Purple Rain)                       | Prince                                        |         |  |
| 10. | "Many Rivers to Cross" (do filme The Harder They Come)          | Jimmy Cliff                                   |         |  |
| 11. | "Oh, Pretty Woman" (do filme Pretty Woman)                      | Roy Orbison                                   |         |  |
| 12. | "This One's from the Heart" (do filme One from the Heart)       | Tom Waits e Crystal Gayle                     |         |  |
| 13. | "Take My Breath Away" (do filme Top Gun)                        | Berlin                                        |         |  |

### Singles
- "Xanadu" (Fevereiro de 2010)

## Desempenho nas tabelas musicais
| Tabela (2008)             | Melhor posição |
| ------------------------- | -------------- |
| UK Albums Chart           | 13             |
| French Albums Chart       | 28             |
| Belgium Albums Chart (Vl) | 27             |
| Belgium Albums Chart (Wa) | 57             |